# Usechimorpha barberi
Usechimorpha barberi is een keversoort uit de familie somberkevers (Zopheridae). De wetenschappelijke naam van de soort werd in 1929 gepubliceerd door Blaisdell.